# Liste der Einträge im National Register of Historic Places im Lampasas County
Die Liste der Registered Historic Places im Lampasas County führt alle Bauwerke und historischen Stätten im texanischen Lampasas County auf, die in das National Register of Historic Places aufgenommen wurden.

## Aktuelle Einträge
| Lfd. Nr. | Name im NRHP                        | Bild | Datum der Eintragung | Adresse/Lage                                                          | Ort      | NRHP-ID  | Beschreibung |
| -------- | ----------------------------------- | ---- | -------------------- | --------------------------------------------------------------------- | -------- | -------- | ------------ |
| 1        | Lampasas Colored School             |      | 24. Apr. 2002        | 514 College St.                                                       | Lampasas | 02000404 |              |
| 2        | Lampasas County Courthouse          |      | 21. Juni 1971        | Bounded by S. Live Oak, E. 4th, S. Pecan, and E. 3rd Sts.             | Lampasas | 71000944 |              |
| 3        | Lampasas Downtown Historic District |      | 28. Jan. 2004        | Roughly bounded by Second St., Pecan St., Fourth St. and Chestnut St. | Lampasas | 03001540 |              |
| 4        | Phillips and Trosper Buildings      |      | 30. Apr. 1987        | 408 and 410 E. Third St.                                              | Lampasas | 87000676 |              |
| 5        | US 190 Bridge at the Colorado River |      | 10. Okt. 1996        | US 190 at the Lampassand San Saba Cnty. line                          | Lometa   | 96001125 |              |